# Валлениус, Мартин
Мартин Юхан Валлениус — финский и шведский математик.

## Биография
В 1751 году окончил академию Або, где в 1755 году стал доцентом, в 1756 году — помощником профессора, а в 1758 году — профессором.
Был дважды женат, первая раз, в 1762 году на Марие Елене Тимм (умершей в 1763) и второй, в 1764 году, Ренате Фростерус (умершей в 1802).
Сын от второго брака Юхан Фредрик.

## Вклад в науку
Был первым в Академии Або, кто применял исчисление бесконечно малых к задачам геометрии и механики.
Наиболее значительные публикации
- Exercitationes miscellaneae mathematico-physicae (1757—1758)
- Geometriskt försök atta mäta hörn eller solida vinklar (1763).